# استراتون، کورن‌وال
استراتون (به انگلیسی: Stratton) یک شهرک در بریتانیا است که در جنوب غربی انگلستان واقع شده‌است.